# Saint-Félix-de-Tournegat
Saint-Félix-de-Tournegat é uma comuna francesa na região administrativa de Occitânia, no departamento de Ariège. Estende-se por uma área de 10,51 km². Em 2010 a comuna tinha 151 habitantes (densidade: 14,4 hab./km²).